# Seagate Technology
Seagate (NASDAQ: STX
) és un important fabricant estatunidenc de discs durs, fundada el 1979 i amb seu a Scotts Valley, Califòrnia. La companyia està registrada a les Illes Caiman. Els seus discs durs són emprats en una gran varietat de computadores, des de servidors, equips d'escriptori i portàtils fins i tot en altres dispositius de consum com PVRs, la consola Xbox de Microsoft i la línia Creative Zen de reproductors d'àudio digital. Seagate és el major fabricant de discs durs per a computadores del món i el fabricant independent més antic que segueix en el negoci.

## Fundació com a Shugart Technology
Seagate Technology (llavors anomenada Shugart Tecnologia) es va constituir l'1 de novembre 1978 i les operacions van començar amb els cofundadors Al Shugart, Tom Mitchell, Doug Mahon, Finis Conner i Syed Iftikar a l'octubre de 1979. La companyia es va desenvolupar quan Conner es va acostar a Shugart amb la idea d'iniciar una nova empresa per desenvolupar unitats de discs durs de 5,25 polzades, que Conner va predir que seria un boom econòmic en el mercat de discs durs.
El nom va ser canviat per Seagate Technology per evitar una demanda subsidiària de Xerox Shugart Associates (També fundada per Shugart).

## Història primerenca i l'era Tom Mitchell

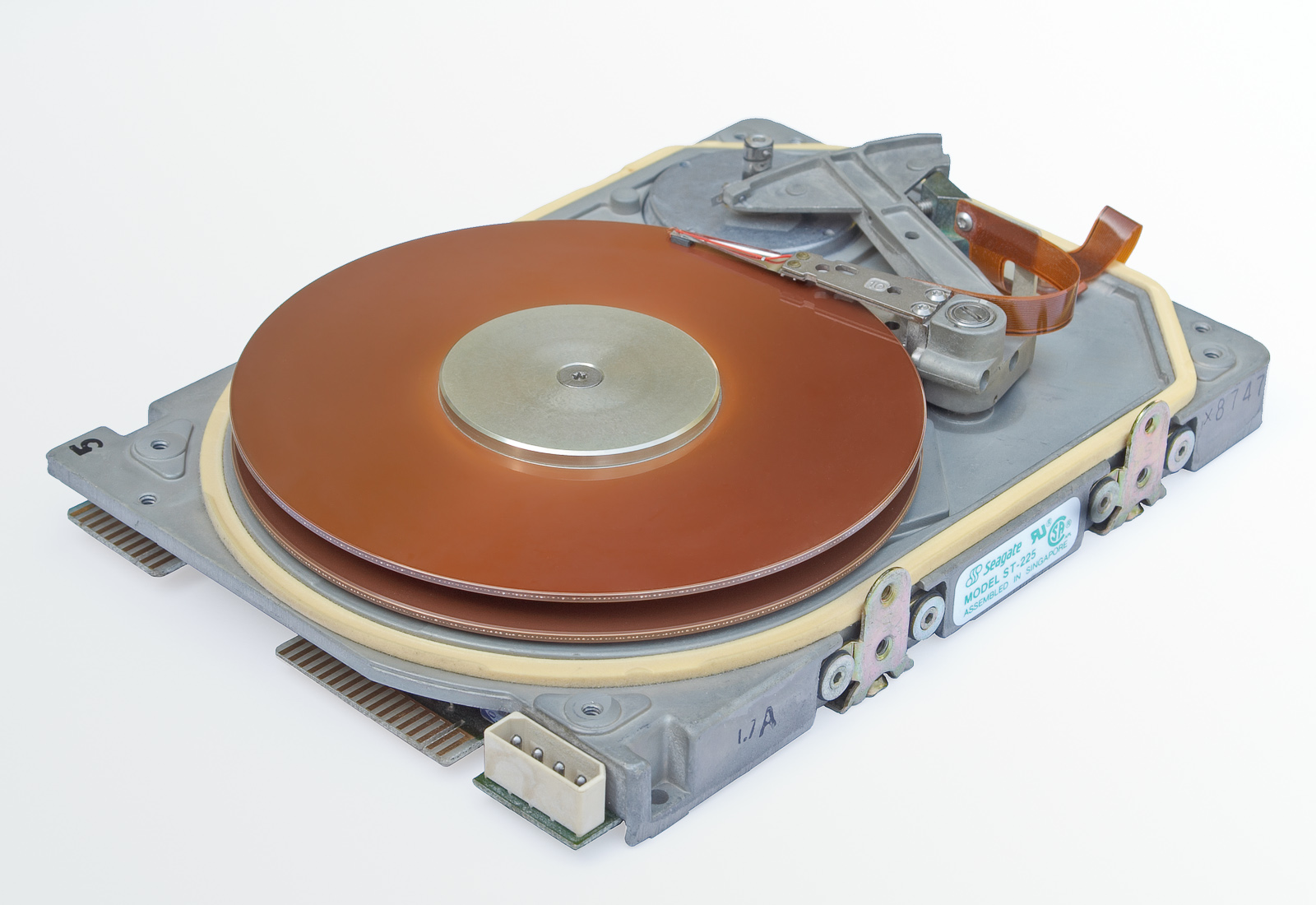
Seagate ST-225, sense tapa.

El primer producte de la companyia, el 5-megabyte ST-506, va ser llançat en 1980. Va ser el primer disc dur per encaixar amb la forma de 5,25 polzades de Shugart "mini-floppy" drive. El disc dur, que utilitza una codificació de la modulació de freqüència modificada (MFM), va ser un èxit,
 i va ser alliberat més tard en una versió de 10 megabytes, la ST-412. Amb això Seagate va assegurar-se un contracte com un important proveïdor d'equips originals per al fabricant IBM amb el primer ordinador personal que contenia un disc dur.

Els grans volums d'unitats venudes a IBM, el proveïdor dominant dels ordinadors, van augmentar el creixement inicial de Seagate. En el seu primer any, Seagate va enviar 10 milions d'unitats als consumidors. Abans de 1983, la companyia va vendre més de 200.000 unitats amb uns ingressos de 110 milions de dòlars.